# Подойницын, Григорий Якимович

Могила на Лукьяновском кладбище

Григорий Якимович Подойницын (1897—1956) — советский военный юрист, генерал-майор юстиции (1943).

## Биография
Родился 12 (24) октября 1897 года в селе Чёрмоз Соликамского уезда Пермской губернии Российской империи (ныне город Чёрмоз Ильинского района Пермского края). Его отец Яким и дед Василий были мастеровыми.
Окончив двухклассное училище, Григорий с десятилетнего возраста работал на добыче торфа. Потом работал на заводе в железоотделочном цехе, а затем — конторщиком. В начале апреля 1917 года вступил в РСДРП. В декабре 1917 года был делегатом губернского съезда. С выходом декрета о создании Рабоче-крестьянской Красной Армии, чермозовские большевики начали формировать добровольческий отряд, в который записалось двести человек. В числе добровольцев был и Григорий Подойницын. Прибыв в Пермь, чермозский отряд стал называться Чермозской ротой 1-го Пермского Советского полка, переименованного потом в полк Советов Приуралья. Командиром роты был избран Василий Дмитриевич Кандаков — опытный военный, председателем ротного комитета стал Подойницын.
Весной 1918 года рота воевала на Верхне-Уральском фронте против белых банд атамана Дутова. Впоследствии была прикомандирована к Интернациональному полку. В сентябре 1918 года вместе с остатками 1-й Чермозской роты Подойницын возвратился в Чёрмоз. Из двухсот добровольцев вернулось около двадцати. В это время Григорий Подойницын был избран военным комиссаром Чермозской волости. В 1919 году, после падения Перми и отступления частей Красной армии, назначен секретарем политотдела бригады в одной из стрелковых дивизий. Затем в этом же году — судебным секретарем военного трибунала. С тех пор вся его жизнь была связана с деятельностью военных трибуналов: Уральского военного округа, Уссурийской железной дороги, Особого корпуса на белофинском фронте, Архангельского военного округа.
С началом Великой Отечественной войны Г. Я. Подойницын был назначен председателем военного трибунала 28-й армии, затем 43-й армии, позже — председателем военного трибунала фронта. Генерал-майор с 11 марта 1943 года. Вместе с советскими войсками дошел до Берлина.
С апреля 1949 года до ухода в 1955 году в отставку из-за тяжелой болезни, Григорий Якимович Подойницын был председателем военного трибунала Киевского военного округа.
Умер 13 марта 1956 года в Киеве. Похоронен на Лукьяновском военном кладбище. Здесь же похоронены его жена и сын.
В Государственном краевом учреждении «Государственный архив Пермского края» имеются документы, относящиеся к Г. Я. Подойницыну.

## Награды
- Был награждён орденами Ленина, Красного Знамени и Красной Звезды[3], а также медалями, среди которых «XX лет РККА».